# گشت فضایی - ماجراهای شگفت‌انگیز فضاپیمای اوریون
گشت فضایی - ماجراهای شگفت‌انگیز فضاپیمای اوریون (آلمانی: Raumpatrouille – Die phantastischen Abenteuer des Raumschiffes Orion) که با نام «گشت فضایی اوریون» هم شناخته می‌شد، نخستین مجموعهٔ تلویزیونی آلمانی در سبکِ علمی–تخیلی است که در ۷ قسمت در سال ۱۹۶۶ میلادی از شبکه‌های ARD آلمان و ORTF فرانسه به روی آنتن رفت.
این مجموعه تلویزیونی در زمان پخش خود با موفقیت چشمگیری همراه بود و بعدها، چندین مرتبه بازپخش شد و در رتبه‌بندی مخاطبان، به عدد ۵۶٪ دست یافت. در سالیان بعد نیز، این مجموعه به نوعی مکتب فکری در کشورِ آلمان مبدل شد.
در ایران، این مجموعه تلویزیونی، در سال ۱۳۵۲ خورشیدی، با دوبلهٔ فارسی از تلویزیون ملی ایران پخش شد.